# L'Écho de la montagne
Pour plus de détails, voir Fiche technique et Distribution.
L'Écho de la montagne (遙かなる山の呼び声, Haruka naru yama no yobigoe) est un film japonais réalisé par Yōji Yamada, sorti en 1980.

## Synopsis
Un soir de pluie, dans une ferme du Japon tenue par une femme et son jeune fils, un inconnu fait irruption.

## Fiche technique
- Titre : L'Écho de la montagne
- Titre original : 遙かなる山の呼び声 (Haruka naru yama no yobigoe?)
- Réalisation : Yōji Yamada
- Scénario : Yoshitaka Asama et Yōji Yamada
- Photographie : Tetsuo Takaha
- Montage : Iwao Ishii
- Décors : Mitsuo Degawa
- Musique : Masaru Satō
- Son : Hiroshi Nakamura
- Producteur : Kiyoshi Shimazu
- Société de production : Shōchiku
- Pays de production :  Japon
- Langue originale : japonais
- Format : couleur - 2,35:1 - 35 mm - son mono
- Genre : drame
- Durée : 124 minutes[1]
- Date de sortie :
  - Japon : 15 mars 1980[1]

## Distribution
- Chieko Baishō : Tamiko Kazami
- Ken Takakura : Kosaku Tajima
- Hidetaka Yoshioka : Takeshi Kazami
- Tetsuya Takeda : Katsuo
- Kiyoshi Atsumi : Kondō

## Distinctions
Sauf indication contraire, les informations mentionnées dans cette section peuvent être confirmées par la base de données cinématographiques IMDb,  présente dans la section « Liens externes ».

### Récompenses
- Prix à la Japan Academy de 1981[2] :
  - meilleure actrice pour Chieko Baishō
  - meilleur acteur pour Ken Takakura
  - meilleur scénario pour Yoshitaka Asama et Yōji Yamada
  - meilleure musique pour Masaru Satō
- Prix Hōchi Film de la meilleure actrice pour Chieko Baishō en 1980[3]
- Prix Mainichi de la meilleure actrice pour Chieko Baishō en 1981[4]
- Festival des films du monde de Montréal de 1980 : prix spécial du jury pour Yōji Yamada

### Nominations
- À la Japan Academy de 1981[2] :
  - prix du meilleur film
  - prix du meilleur réalisateur pour Yōji Yamada
  - prix du meilleur son pour Hiroshi Nakamura